# 西单文化广场
39°54′24″N 116°22′09″E / 39.906802°N 116.369116°E

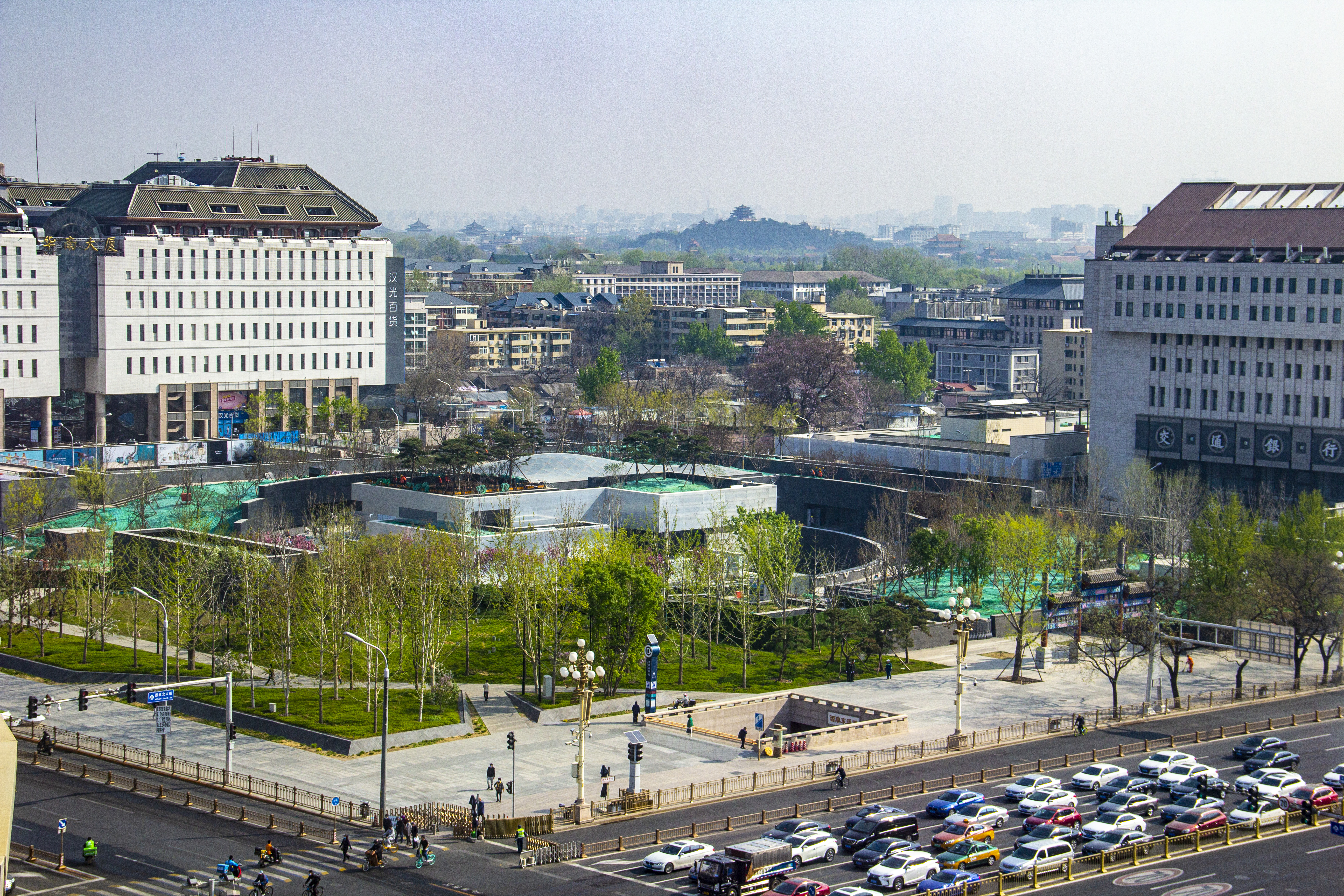
西单文化广场（2021年），远处可见景山公园。

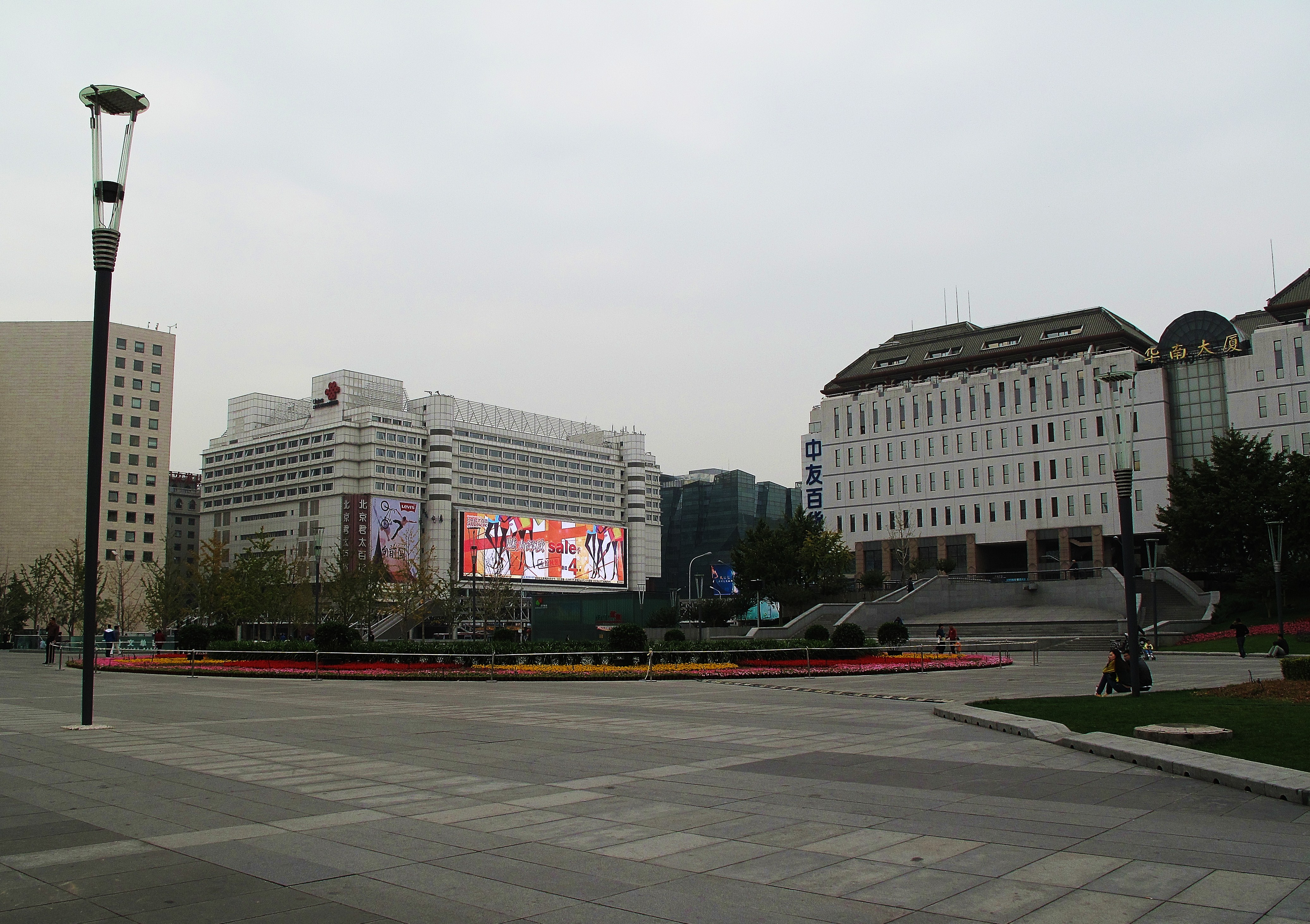
西单文化广场（2011年）

西单文化广场，位于北京市西城区西单北大街180号，地处西单路口东北角、西长安街北侧。

## 简介

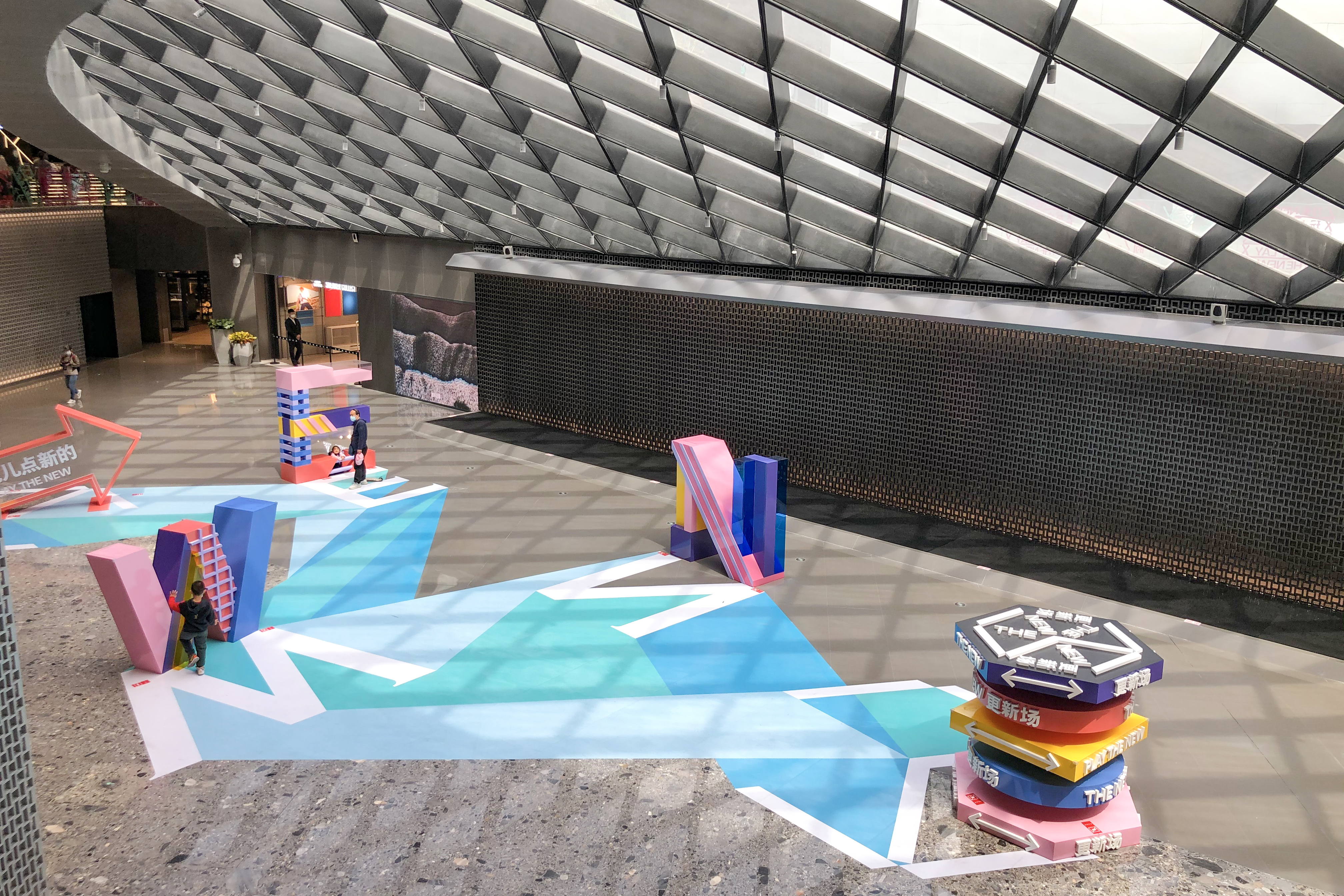
更新场地下空间

西单文化广场位于西单路口东北角，其用地的前身为西单劝业场以及一批单层简易商业用房。从1980年代末开始，该用地就被规划为集中绿地，但因资金等方面原因，建设一直未能启动。直到1997年9月，该项目被北京市人民政府确定为迎接建国50周年献礼工程，才正式建设。首都规划建设委员会办公室组织了西单文化广场设计竞赛，北京市建筑设计研究院的方案获得优胜，并予以实施。1998年3月21日，西单文化广场奠基典礼举行，北京市、西城区领导贾庆林、李志坚、杜德印、汪光焘、刘敬民、刘志华、王长连等参加奠基，华远房地产股份有限公司承担该项公益事业的建设任务。1999年8月28日，西单文化广场开幕。
西单文化广场整体由北京市建筑设计研究院设计，华远房地产公司开发建设，地面绿化由北京市园林设计院设计，西城区园林市政局施工。总面积2.2公顷，绿化面积1.5公顷。地上是城市绿地广场，建有绿地、喷泉、雕塑、露天舞台等设施；地下有影院、健身房、泳池、溜冰场、综合商业设施、地下停车场。东北角有公共汽车站，地下西南侧与北京地铁1号线连接。西单文化广场共植树50株，灌木350多株，草坪1.2万平方米。
西单文化广场是集交通、休闲、活动于一体的城市开放空间，占地面积2.12公顷，分为地上部分和地下部分。地下部分为商业空间，可通往北京地铁西单站、北京图书大厦等处。位于中央下沉广场的玻璃圆锥，将自然光线引入地下商业空间。

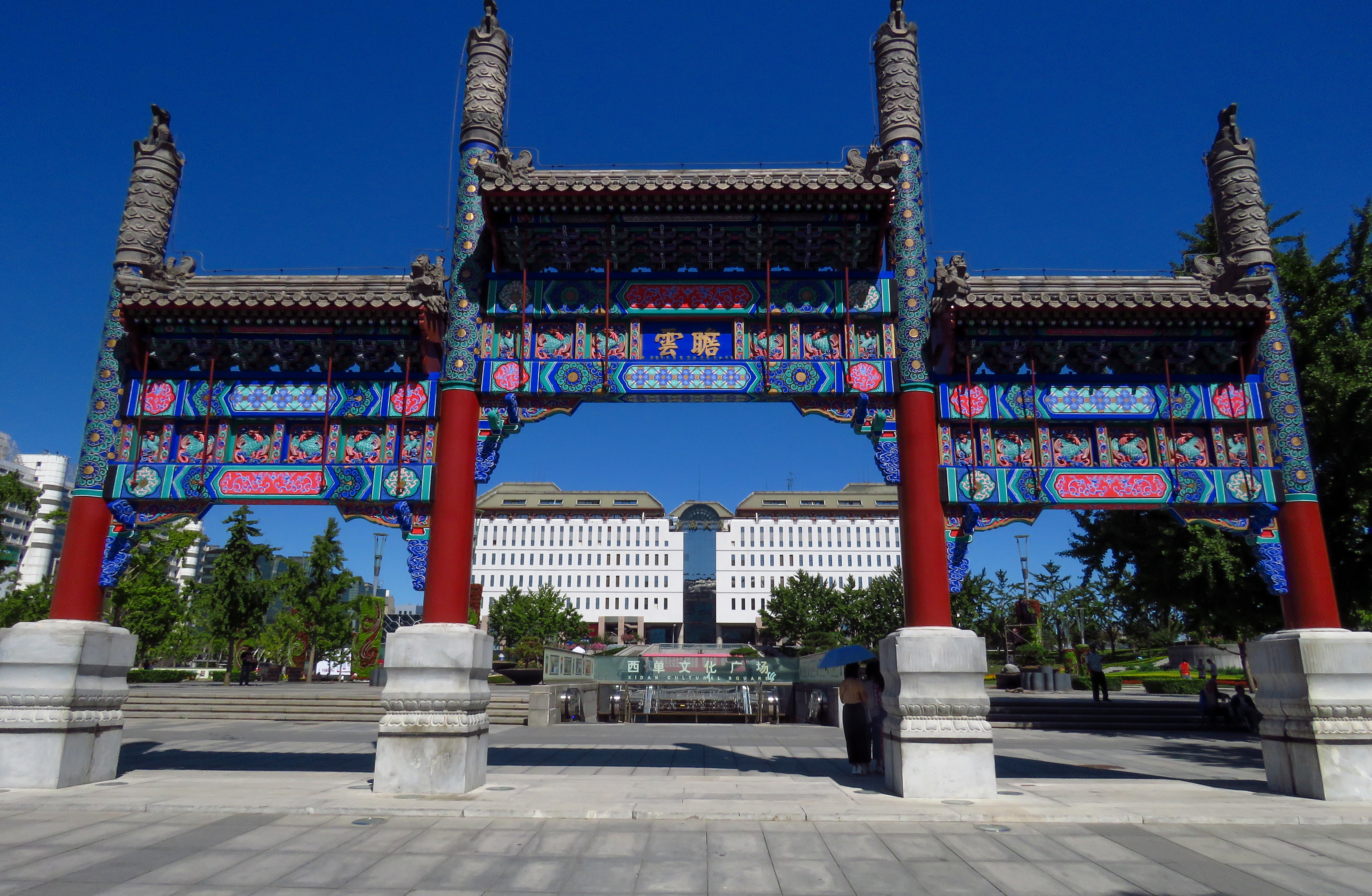
2009年在西单文化广场南侧仿照原貌新建的西单牌楼

2007年4月，北京市西城区人民政府对西单文化广场进行全方位改造。2009年9月14日，西单文化广场改造工程完工。此次改造拆除了玻璃圆锥，取而代之的是水景音乐喷泉，另外在广场西北角建设了中华人民共和国全国第一个无偿献血“玻璃屋”。广场东侧和北侧用树木和草坪共同形成绿化带，广场西侧和南侧的草坪被树木取代，广场西北角设一个空中走廊横跨西单北大街，广场南侧有仿照原貌易址新建的西单牌楼。
西单文化广场的地下商业空间最初为2003年开业的77街购物中心，2015年闭店改造，后经华润置地及华润万象生活接手后于2021年4月27日以“THE NEW 更新场”的名义开业。

## 雕塑
- 《蒸蒸日上》：原先位于西单文化广场。1998年12月，由首都城市雕塑艺术委员会、中共北京市委宣传部、全国城市雕塑建设指导委员会共同组织的“新世纪的希望”城市雕塑设计方案竞赛开始向全国征稿，征得稿件750多件，邀请入选的120多件做成立体方案，并于1999年4月2日起在北京国际会议中心举办“新世纪的希望”城市雕塑方案展览，由建筑、规划、园林、雕塑专家及长安街沿线单位讨论。经评审及优选，推荐其中8件作品在长安街设置，1999年9月中旬全部建成，以庆祝中华人民共和国成立五十周年。其中之一是《蒸蒸日上》，为抽象的“沙燕”风筝造型，高18米，象征国家文化艺术事业蒸蒸日上。由中央美术学院工程部雕塑家郝重海设计，北京奕东雕塑制作中心制作[8]。2000年代中期，由于北京地铁施工，《蒸蒸日上》被从西单文化广场移走，此后未迁回[9]。
- 《金花阿鹏》：原先位于西单文化广场。后迁至复兴门南大街东侧。见复兴门南大街条目。